# Широкоформатний друк

## Широкоформатний друк

### Історія виникнення
Виникнення широкоформатного друку стало можливим на початку 80-х років - в час розвитку комп'ютерної техніки. В той час з'являлися перші експериментальні зразки широкоформатних принтерів, які були далекі по своїм характеристикам до сучасних. Поступово набирав обертів розвиток широкоформатного друку на рулонних матеріалах.
З розвитком ринкових відносин і загостренням конкуренції - підприємства почали перейматися питанням реклами, в тому числі і зовнішньою рекламою - основною ділянкою застосування широкоформатного друку.

### Основні види широкоформатного друку
Весь широкоформатний друк на рулонних матеріалах ділять на: широкоформатний друк водним чорнилом, пігментним чорнилом, широкоформатний друк сольвентним чорнилом, широкоформатний друк екосольвентним чорнилом.

#### Широкоформатний друк водними чорнилами
Широкоформатні принтери, які використовують водні чорнила, мають термальні головки.  Термальні головки забезпечують більш високу якість друку, але мають менший ресурс і непридатні для використання сольвентним чорнилом. 
Недоліки широкоформатного друку водним чорнилом:
- нестійкість до погодних умов
- нестійкість до ультрафіолету
- висока вартість матеріалів
- висока вартість кінцевої продукції.

Основна сфера застосування - інтер'єрний друк високої якості. 

#### Широкоформатний друк сольвентним чорнилом
Широкоформатний друк сольвентним чорнилом - найбільший клас для зовнішньої реклами. 
У принтерах використовуються чорнила на основі розчинника - сольвента. Стандартний сольвентний принтер має ширину 1.6 м, 3.2 м, 5м.
Якість друку залежить від якості самого обладнання, якості головок для друку, якості матеріалу і чорнила. 
Як матеріали використовуються:
- самоклейна вінілова плівка
- плівка One Way Vision (перфоплівка)
- банерне полотно
- папір Back lite
- папір Blue back
- пластик Back lite
- текстиль
- полотно

Переваги широкоформатного друку сольвентним чорнилом:
- можливість недорогого друку від одного примірника
- висока стійкість до стирання
- висока стійкість до погодних умов.

Недоліки широкоформатного друку сольвентним чорнилом:
- великий об'єм краплі чорнила на матеріалі
- неможливість використання в інтер'єрному оформленні.

Основна сфера застосування - зовнішня реклама: бігборди, сілітайти, конвексборди, оформлення вітрин, обклеювання транспорту тощо.

#### Широкоформатний друк екосольвентним чорнилом
Широкоформатний друк екосольвентним чорнилом має меншу краплину, ніж сольвентне чорнило. 
Переваги широкоформатного друку екосольвентним чорнилом:
- застосування в інтер'єрній рекламі і внутрішньому оформленні

Недоліки широкоформатного друку екосольвентним чорнилом:
- дорожнеча чорнила
- мала стійкість до вигорання
- менша насиченість кольорів.

### Матеріали

#### Папір BackLite
Папір BackLite - спеціальний вологостійкий папір для просвітних змінних зображень. Найякіснішим вважається папір торгової марки Aconda, але на жаль завод збанкрутував та цей папір більше не випускається. Стандартна щільність - 150 г/м². Використовуються намотки шириною 1,27 м, 1,40 м та 1,60 м. Головною особливістю цього паперу є здатність до світлорозсіювання. Використовується, як правило, як недовговічний рекламний носій для щитів із внутрішнім підсвічуванням – сітілайти, лайтбокси.

#### Папір Blue Back
Папір BlueBack - спеціальний вологостійкий папір з синьою зворотною стороною. Покриття синього кольору, нанесене на тильну сторону, дозволяє наклеювати носій на темні основи - без викривлення кольору і без просвічування нижнього зображення.  
Найякіснішим вважається папір торгової марки Aconda. Стандартна щільність - 115 г/м².
Використовуються намотки шириною 1,26 м, 1,60 м. Папір не схильний до набухання від води та розривам внаслідок механічних впливів, високостійкий до коливання температури і вологості навколишнього середовища. Ці особливості дозволяють використовувати цей папір як всередині, так і зовні. 
Найпопулярніший папір Blueback в щитовій рекламі – бігборди. 

#### Банер
Банер - пластичний ПВХ, армований поліестеровою ниткою. 
Банерна тканина характеризується щільністю та методом виготовлення. 
Щільність буває від 300 до 600 г/м². 
За типом виготовлення банер може бути литим чи ламінованим. Ламінований банер, як правило, має меншу щільність та візуально відрізняється від  литого. 
Банер BlockOut - банер з чорним внутрішнім прошарком для запобігання просвічування. 
Абсолютна непрозорість дозволяє наносити зображення на дві сторони тканини. Саме це дозволяє забезпечувати матеріалу Blockout високу популярність при виготовленні розтяжок над дорогами, транспарантів, брандмауерів.
Стандартна щільність - 440 г/м². 
Використовуються намотки шириною 1,37 м, 1,6 м, 2,06 м, 3,20 м.
Банер Flex - ідентичний литому банеру, але має спеціальний наповнювач та армування, які розсіюють світло. 
Цей матеріал застосовується для друку плакатів на світлові короби, лайтбокси, світлові площини вітрин магазинів, маркетів.
Банерна сітка - перфорована банерна тканина. 
Відрізняється розмірами перфорації, наявністю підкладки та типом армування. 
Характеризується високою розмірною стабільністю, стійкістю до УФ-випромінювання, хімічному впливу. Відноситься до важкозаймистих матеріалів. Крім того, сітка пропускає повітря, а значить у неї дуже маленька парусність.
Банерна сітка застосовується для розміщення у вітринах, а також на фасадах будинків.
Стандартна  щільність - 270 г/м².

#### Самоклейна вінілова плівка
Самоклейна вінілова плівка  - один із найпопулярніших носіїв для широкоформатного друку. 
Найпоширеніша в Україні самоклейна плівка торгової марки Oracal, тому що саме плівку цієї торговою марки першою почали завозити на територію України. Ця торгова марка настільки популярна, що в Україні стала загальною назвою будь-якої самоклейної плівки. Незважаючи на лідерство Oracal, використовуються плівки і інших торгових марок - Intercoat, MacTAC, Ritrama, Poli-Tape, LG та багато інших плівок китайського виробництва.. 
Використовуються намотки шириною 1,00 м, 1,05 м, 1,26 м, 1,37 м, 1,40 м, 1,60 м та 2,00 м у глянцевому чи матовому виконанні. 
Для зовнішнього застосування використовують частіше глянцеву плівку, так як менше затримує бруд. В середині приміщень використовують матову плівку, так як зменшує появлення відблисків.
One Way Vision - перфорована самоклейна плівка, використовується для оклеювання прозорих поверхонь для збереження проникнення світла. Пропускає сонячні промені всередину приміщення, з боку фасаду виглядає як звичайна плівка (перфорація просто не помітна), а зсередини приміщення можна безперешкодно спостерігати, що відбувається зовні будівлі.
Стандартна ширина - 0,98 м, 1,07 м, 1,27 м, 1,37 м, 1,52 м. 
Застосування плівки - оклеювання вікон муніципального транспорту, а також вікна магазинів та офісних приміщень.

#### Текстиль
Текстиль знаходить все ширше застосування в зовнішній рекламі, особливо при виготовленні прапорів, художніх полотен, декорацій тощо.   
Весь текстиль можна розділити на просвітний та непросвітний. Перший забезпечує наявність зображення на зворотній стороні, у інших ця особливість відсутня, але вони забезпечують більшу насиченість зображення. 
Ці тканини зі спеціальним покриттям для різних видів друку комбінують в собі всі переваги - оригінальна текстура, м'якість, гнучкість, легкість та якість друку.

#### Полотно
Полотно - щільний матеріал з фактурною поверхнею, яка імітує художнє полотно. Полотно може складатися із натуральної основи або штучної основи, покритої спеціальним шаром, який дозволяє здійснювати високоякісний широкоформатний друк.

#### Пластик  Back lite
Пластик  Back lite - являє собою поліестер з нанесеним шаром для друку.
З розвитком рекламного ринку росте популярність послуг по нанесенню якісного зображення на тверді поверхні, які можна використовувати і в інтер'єрних цілях, і як рекламні конструкції. 
Матеріал Back Lite має всі необхідні для виготовлення рекламних конструкцій особливості як міцність, гнучкість та мала вага.

### Пристрої для широкоформатного друку
Серія Epson SureColor SC-P для 8-ми і 11-ти кольорового друку пігментними чорнилами для оформлення інтер'єру, друку виставки, створенні галереї зображень, виконання високоякісних 
відбитків на продаж тощо. Компанія Epson пропонує принтери від формату А2 до 64".
Серія Epson SureColor SC-T - принтери для інженерного та архітектурного друку, що забезпечують яскравість і точність найтонших ліній завдяки пігментним чорнилам Epson UltraChrome XD і нової друкуючої голівки Epson PrecisionCore. А за рахунок універсальних 
характеристик - друку на широких типах носіїв, точної передачі кольору, можливості зовнішнього розміщення відбитків і варіативності друкованих форматів - принтери відмінно підходять для друку і в інших сферах. Компанія Epson пропонує принтери в декількох конфігураціях: з шириною друку 24" (610 мм), 36" (914 мм), 44" (1118 мм), з одним або двома рулонами.
Принтери серії Epson SureColor SC-B - для оформлення будь-яких торгових центрів за допомогою візуальної інформації у вигляді плакатів, афіш, POS-матеріалів та ін., а також для візуалізації учбових матеріалів. Сучасні принтери Epson забезпечують відмінний результат друку в форматах від А2 до А0.
Серія Epson SureColor SC-S - для матеріалів, призначених для зовнішнього розміщення. Компанія Epson представляє лінійку моделей шириною 64 дюйма з 8 і 4 кольорами, які ідеально підходять для продуктивного друку робіт для зовнішнього, а також інтер'єрного 
розміщення.

Принтери серії Epson SureColor SC-F2000 забезпечують відмінну якість друку як на тканинах з 100% бавовни, так і на змішаних матеріалах з мінімальним вмістом бавовни 50%. Унікальна конструкція принтера дозволяє здійснювати друк безпосередньо на тканинах і матеріалах на тканинній основі товщиною до 25 мм за швидкістю 27 секунд на одну футболку. У цьому повнофункціональному текстильному принтері поєднується все необхідне для того, щоб процес виробництва продукції був якомога простішим і оперативним. Epson SureColor SC-F2000 простий в установці і використанні, тому на ньому можуть друкувати навіть непідготовлені користувачі. Регульована висота столика для друку забезпечує швидку і легку завантаження матеріалу. Контроль за процесом друку та станом принтера здійснюється за допомогою кольорового РК- дисплея .
Серія Epson SureColor SC-F розроблена для сублімаційного друку на одязі, домашньому текстилі, формі і спецодязі, а також для друку прапорів та різноманітної атрибутики.